# Književnost u 1897.
◄◄ | ◄ | 1894. | 1895. | 1896. | 1897.  | 1898. | 1899. | 1900. | ► | ►►
Arhitektura • Astronomija • Biologija • Film • Fotografija • Glazba • Kazalište • Kemija • Kiparstvo • Knjige • Književnost • Kršćanstvo • Meteorologija • Medicina • Planinarstvo • Politika • Pravo • Promet • Slikarstvo • Strip • Šport • Znanost • Zrakoplovstvo • Željeznički promet
Književnost u 1897.

## Svijet

### Rođenja
- 25. rujna – William Faulkner, američki prozaist († 1962.)

## Vanjske poveznice
|  | Zajednički poslužitelj ima još gradiva o temi Književnost u 1897. |